# 북인천중학교
북인천중학교(北仁川中學校)는 대한민국 인천광역시 계양구 계산동에 있는 공립 중학교이다.

## 학교 연혁
- 1996년 12월 27일 : 설립인가
- 1999년 3월 1일 : 초대 황윤영 교장 취임
- 1999년 3월 5일 : 1999학년도 개교 및 제1회 입학식(15학급 669명)
- 2002년 2월 15일 : 제1회 졸업식(635명)
- 2024년 1월 9일 : 제23회 졸업식(75명) 〔누계 7,745명〕
- 2024년 3월 1일 : 제12대 유은숙 교장 취임
- 2024년 3월 4일 : 2024학년도 제26회 입학식(4학급 55명)

## 참고 자료
- 북인천중학교 - 한국교육학술정보원 학교알리미